# Мали шеф: Назад на посао
Мали шеф: Назад на посао (енгл. The Boss Baby: Back in Business) је америчка рачунарски-анимирана веб телевизијска серија издавача DreamWorks Animation која представља наставак филма Мали шеф, слабо базирана на истоименој књизи Марле Фрејзи. Премијера серије била је 6. априла 2018. на стриминг услузи Netflix.
У Србији се серија приказује од 12. марта 2020. године на каналу Minimax, синхронизована на српски језик. Синхронизацију је радио Студио.